# فیلاوری (فیلم)
فیلاوری (به هندی: Phillauri) فیلمی است محصول سال ۲۰۱۷ و به کارگردانی آنشای لال است. در این فیلم بازیگرانی همچون انوشکا شارما، دیلجیت دوسانجه، سورج شارما، مهرین پیرزادا، راضا مراد ایفای نقش کرده‌اند. این فیلم در انتهای خود به واقعه کشتار جلیان‌والا باغ در پنجاب اشاره می‌کند.